# 4017-es busz

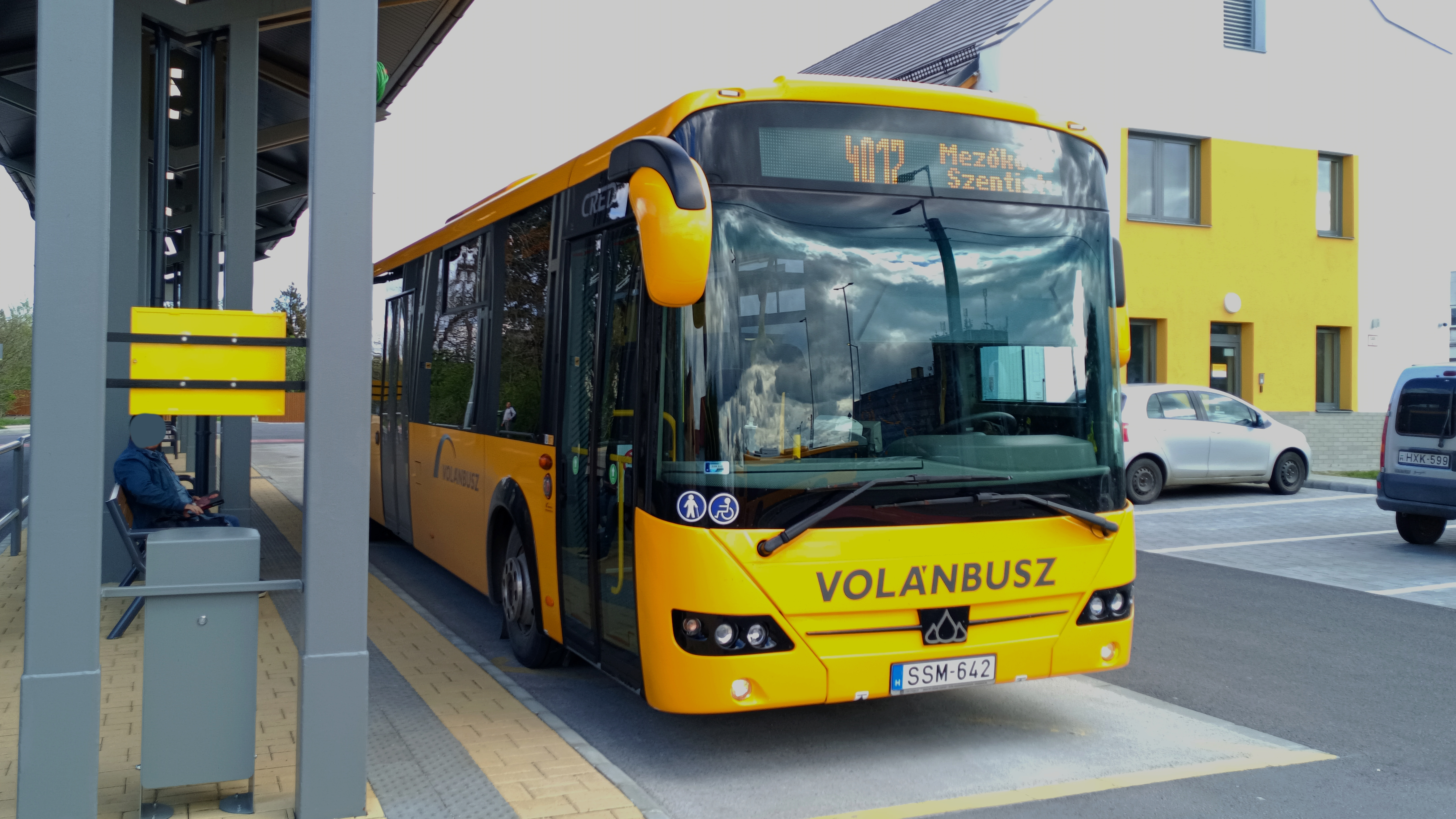
A vonalon előfordul Credo Econell 12 is

A 4017-es jelzésű autóbuszvonal Mezőkövesd környékének egyik regionális járata, melyet a Volánbusz Zrt. lát el a város és Szentistván között.

## Közlekedése
A járat a járásközpont Mezőkövesdet köti össze a várostól délre található Szentistvánnal. A buszok a vasútállomás mellett 2023-ban átadott autóbusz-állomásról indulnak (egyetlen Szentistvánról induló járat megy ki a rutinpályáig), ahol vasúti csatlakozást nyújt. Ezután felmegy a régi autóbusz-állomás közelében lévő Mátyás király út megállóba, ahol a miskolci és egri 1380-as buszról is át lehet szállni. Ezt követően fordul délre, Mezőkövesd felső megállóhelynél is vasúti csatlakozást ad. A következő település már Szentistván, ahonnan az út megy tovább Mezőkeresztes felé, a naponta egyszer közlekedő 4019-es busz jár arra. Napi fordulószáma átlagosnak mondható, főként Ikarus E134 buszok közlekednek.

## Megállóhelyei
| ∫  | Mezőkövesd, rutinpálya végállomás    | 12 | 6, 6A, 6B, 6C, 6D 1468, 4001, 4010 |
| 0  | Mezőkövesd, autóbusz-állomás         | 11 | 2, 2A, 2B, 5C, 5D, 5E, 5Y, 6A, 6B, 6C, 7A, 7B, 8, 8A, 8B 4001, 4010, 4016, 4023 személyvonat, sebesvonat, gyorsvonat, expresszvonat                                                                              |
| 1  | Mezőkövesd, Széchenyi utca           | 10 | 2, 2A, 2B, 5C, 5D, 5E, 5Y, 6A, 6B, 7A, 7B, 8, 8A 1344, 1377, 1468, 4001, 4010, 4016, 4023 |
| 2  | Mezőkövesd, SZTK rendelőintézet      | 9  | 2, 2A, 2B, 5C, 5D, 5E, 5Y, 6A, 6B, 7A, 7B, 8 4001, 4010, 4016, 4023 |
| 3  | Mezőkövesd, Mátyás király út         | 8  | 1057, 1341, 1344, 1375, 1376, 1377, 1379, 1380, 1382, 1426, 1427, 1447, 1468, 3146, 3418, 3419, 3421, 3749, 4001, 4005, 4006, 4007, 4008, 4010, 4013, 4014, 4015, 4016, 4018, 4019, 4023, 4026, 4027, 4030, 4157 |
| 4  | Mezőkövesd, Szent László tér         | 7  | 5, 5C, 5D, 5E, 5F, 5Y, 6C, 6D, 7, 7A, 8, 8A, 8C 1341, 1375, 1379, 1380, 3416, 3749, 4001, 4005, 4006, 4007, 4008, 4013, 4015, 4018, 4019, 4023, 4026, 4030                                                       |
| 5  | Mezőkövesd, gimnázium                | 6  | 5, 5C, 5D, 5E, 5F, 5Y, 6C, 6D, 7, 7A, 8, 8A, 8C 1341, 1377, 1379, 1380, 1382, 3416, 3749, 4001, 4005, 4006, 4007, 4008, 4019, 4023, 4027, 4030                                                                   |
| 6  | Mezőkövesd, Dózsa György utca 36.    | 5  | 6, 6D 4018, 4019 |
| 7  | Mezőkövesd, felső vasúti megállóhely | 4  | 4018, 4019 személyvonat, sebesvonat, gyorsvonat |
| 8  | Szentistván úti laktanya             | 3  | 4018, 4019 |
| 9  | Szentistván, Széchenyi utca 67.      | 2  | 4018, 4019 |
| 10 | Szentistván, autóbusz-váróterem      | 1  | 4018, 4019 |
| 11 | Szentistván, Piactér végállomás      | 0  | 4018, 4019 |